# Újezd u Chanovic
Újezd u Chanovic je vesnice, část obce Chanovice v okrese Klatovy v Plzeňském kraji. Nachází se asi dva kilometry západně od Chanovic. Je zde evidováno 51 adres. V roce 2011 zde trvale žilo 59 obyvatel.
Újezd u Chanovic je také název katastrálního území o rozloze 3,64 km².

## Historie
První písemná zmínka o vesnici pochází z roku 1366.

## Obyvatelstvo
| Rok            | 1869 | 1880 | 1890 | 1900 | 1910 | 1921 | 1930 | 1950 | 1961 | 1970 | 1980 | 1991 | 2001 | 2011 | 2021 |
| -------------- | ---- | ---- | ---- | ---- | ---- | ---- | ---- | ---- | ---- | ---- | ---- | ---- | ---- | ---- | ---- |
| Počet obyvatel | 234  | 242  | 195  | 217  | 202  | 168  | 179  | 137  | 147  | 128  | 86   | 49   | 57   | 59   | 68   |
| Počet domů     | 34   | 37   | 36   | 35   | 36   | 36   | 38   | 43   | 43   | 34   | 28   | 34   | 33   | 33   | 33   |

## Obecní správa
Při sčítání lidu v letech 1850–1879 Újezd u Chanovic byl osadou obce Dobrotice v okrese Strakonice. V letech 1880–1960 byl samostatnou obcí, se kterým patřila nejprve do okresu Strakonice, ale v roce 1950 v okrese Horažďovice. V letech 1961–1976 byl částí obce Defurovy Lažany v okrese Klatovy. Od 30. dubna 1976 je částí obce Chanovice v okrese Klatovy.

## Pamětihodnosti
- kaple svatého Jana Nepomuckého
- kaple svatého Vojtěcha, severně od vsi
- pomník obětem 1. světové války
- usedlosti čp. 7 a 9
- několik kamenných křížů ve vsi